# 尼克·斯塔尔
尼古拉斯·肯特“尼克”斯塔尔（英語：Nicolas Kent "Nick" Stahl，1979年12月5日—），美国演员。儿童演员出身，他因在1993年影片《真愛》（又译面无表情之人）中的表现获得了认可，并且开始了其作为一个成功的儿童演员的职业生涯。自《“意外边缘”》（又译不伦之恋）、《Bully》、《罪恶之城》、HBO系列之《奇幻嘉年华》，以及接演了电影《终结者3：机器的崛起》中本该由爱德华·弗朗扮演的角色约翰·康纳，从此开始饰演成人角色。他还主演了2010年的电影《鬼镜2》。